# Hôtel des Montalais

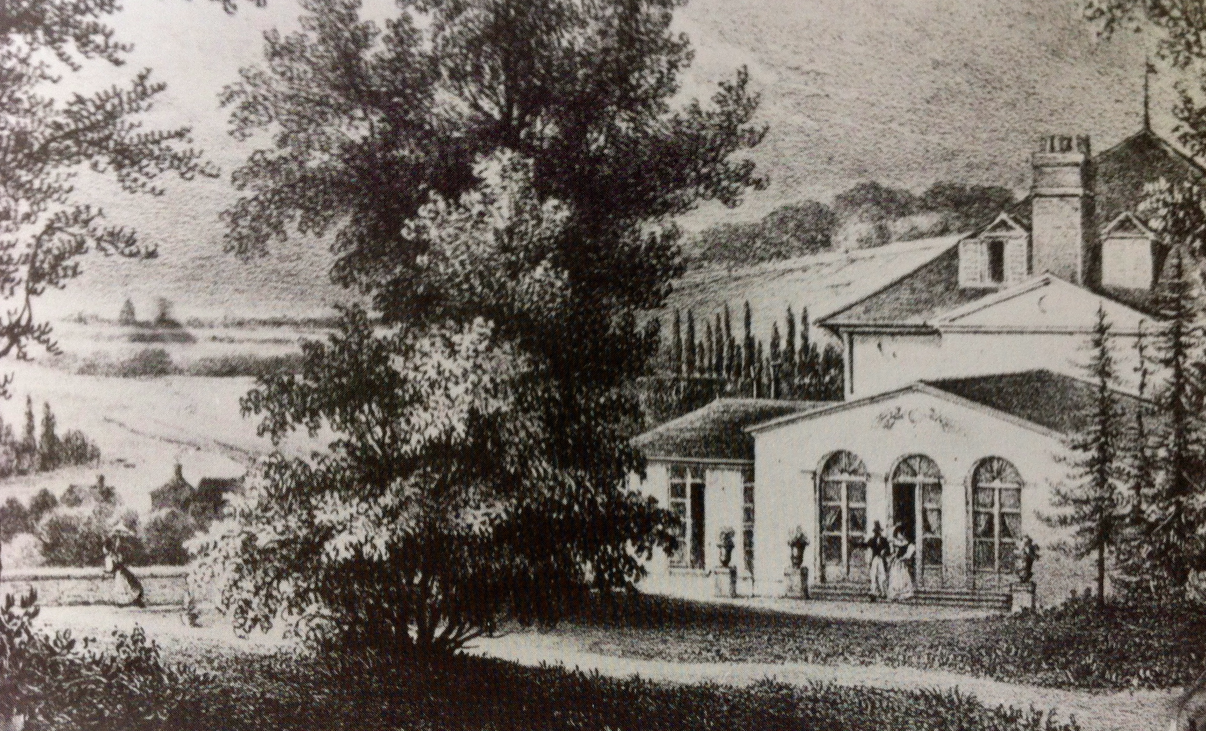
L'hôtel des Montalais (fin XVIIIe siècle ?), musée d'Art et d'Histoire de Meudon.

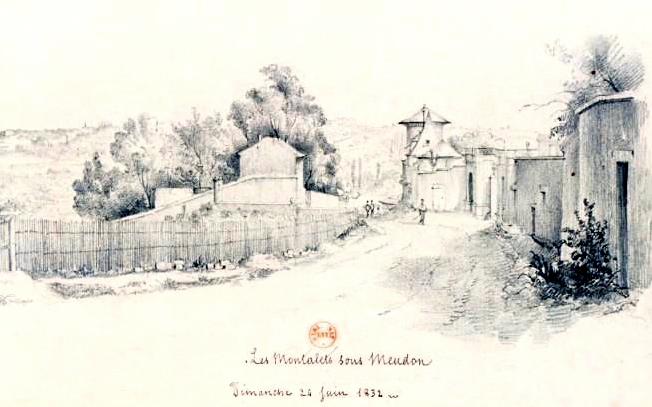
Dessin anonyme de l'hôtel des Montalais en 1832, musée d'Art et d'Histoire de Meudon.

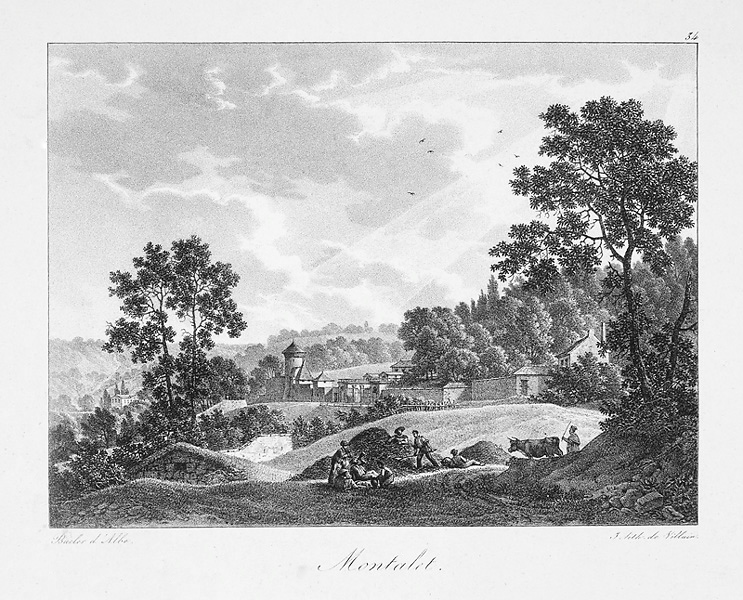
Louis-Albert Bacler d'Albe, Montalais, lithographie. Vue de l'hôtel des Montalais au début du XIXe siècle. La tourelle sur la gauche a été détruite, il ne reste aujourd'hui que le pavillon central.

Pour les articles homonymes, voir Montalais.
Ne doit pas être confondu avec Château des Montalais ou Château des Montalets.
L'hôtel des Montalais, également nommé maison dite d'Eugène Scribe, est une « folie » qui existe encore et se situe aujourd'hui au 23, route des Gardes dans le quartier de Meudon-sur-Seine, dans la ville de Meudon, dans les Hauts-de-Seine dans la région Île-de-France, en France.

## Historique
Cette maison est construite en 1772 par l'architecte François-Joseph Bélanger pour Pierre Roch Thoret. 
Monsieur Leuthraud, qui deviendra le marquis de Beauregard, achète en 1796 sous le Directoire, une maison de campagne située sur la route des Gardes. Cette maison prendra par la suite le nom de l'hôtel des Montalais. Il l'offre à la comédienne, Mademoiselle Lange, qui en fait un lieu de fêtes superbes. Mademoiselle Lange agrandit la propriété et la fait rénover par l'architecte Bélanger de style Directoire, est constitué de deux étages sur rez-de-chaussée.
La propriété prendra par la suite divers noms : les Montalais, le casin des Montalais ou encore le domaine des Montalais. Elle réalisera de nombreuses acquisitions de pièces de vignes et de terres.
Hugues Bernard Maret, duc de Bassano en devient propriétaire et embellit le domaine. Forcé de quitter la France, il vend le domaine à M. Testu, qui le revendra peu de temps après au banquier Jacques Laffitte. En 1819, le domaine est adjugé à Jean-Baptiste Noddler qui prend le soin de l'agrandir par l'acquisition de nouvelles parcelles. Il y restera dix ans avant de le revendre à Eugène Scribe qui lui-même agrandira considérablement le domaine pendant les 24 années où il vivra. Il revend le domaine en 1853 à Louise de Trasegnies d'Ittres, épouse d'Armand Jacques Leroy de Saint-Arnaud.
En fait, son histoire se confond avec celle du domaine des Montalais jusqu'à la fin du Second Empire, moment qui marque le début du lotissement du domaine.
L'hôtel des Montalais appartiendra par la suite à plusieurs propriétaires.
Il existe toujours et se situe aujourd'hui au 23, route des Gardes à Meudon.

## Type de construction
- Style : Directoire.
- Type d'élévation : à travées.
- Nombre d'étages : un étage de soubassement ; deux étages carrés ; un étage de comble.
- Gros-œuvre : meulière ; moellon et enduit.
- Type de couverture : toit en pavillon ; toit à longs pans ; croupe. Couverture en ardoise.
- État : la maison a été restaurée, ce qui l'a légèrement dénaturée.